# عبد الله النجيب

## النشاة والميلاد
ولد الشاعر  عبد الله النجيب، ونشأ في حي «ود البنا» بام درمان مدينة  الشعراء والادباء والفنانين امثال: آل البنا، سرور، كرومة، الامين برهان، خالد وعلي آدم بن الخياط، أبو الروس، عقيل أحمد عقيل، حسن حامد البدوي، وغيرهم.. ودرس في الخلاوى ومعهد المعلمين وثانويات ام درمان.
ونشأ في اسرة مهتمة بالشعر، فهو متزوج شقيقة الشاعر مصطفى سند، وعديله هو الشاعر محيي الدين فارس. وكان البيت تجمعا للشعراء يزوره ابو آمنة حامد وكجراي وصلاح احمد ابراهيم. وكانت له علاقة مع أبناء دفعته محمد يوسف موسى، السر دوليب، إبراهيم الرشيد، اسماعيل حسن وبازرعة.

### عمله
عمل عبد الله  النجيب بمصلحة البريد والبرق،تلك المصلحة التي التحق بها كثير من المبدعيين السودانيين وثوار ثورة جمعية  اللواء الابيض السودانية 1924م والشيخ أحمد حسون وصالح عبد القادر، عباس حاج الامين، صالح باخريبة، احمد حسن بلجيكي، بابكر قباني وخليل فرح، ووجد معه في البريد من الشعراء إبراهيم الرشيد، ومن الذين عملوا معه في البريد ومجال الصحافة عبد الرحمن مختار، احمد البلال الطيب، جعفر حامد البشير، مصطفى سند، محمد يوسف موسى والنعمان على الله.

## بداياته
كانت بداياته الشعرية بكتابة المدائح النبوية وسجل عددا منها في الاذاعة، اما أول قصيدة عاطفية كتبها في الخمسينيات باسم «انا حائر» على طريقة الحقيبة، وأول قصيدة تم تلحينها واتغنت اسمها «طمني يا دكتور» لحنها علاء الدين حمزة وغناها التاج مصطفى، والرحمة مكي، اما أول أغنية تغنى بها خلف الله حمد كانت من كلات عبد الله النجيب واسمها «من زمان».
ووجد في بداياته  صعوبة في دخول الساحة الفنية حيث لاتمر القصيدة  الا بعد اجازتها في رابطة الادب القومي والاذاعة القومية  والتى كان في لجنتها  كل من عبد الرحمن الياس، مبارك إبراهيم ومحمد صالح فهمي. فضلا عن  وجود شعراء الحقيبة مثل  سيد عبد العزيز، عبيد عبد الرحمن، عتيق، عبد الرحمن الريح، وود الرضي.

## لقب شاعر العيون
لقب شاعر العيون جاء في فترة تغنى فيها عدد من الفنانين بأغانٍ فريدة من نوعها  لعبد الله النجيب تغزلت في العيون منها أغنية  (من كلام عينيك) والتي تغنى بها  الفنان صلاح بن البادية واغنية (عيونك كانوا في عيوني) والتي تغنى بها  عبد المنعم حسيب واغنية (أشوفك في عيني) للفنان عبد العزيز محمد داؤود واغنية (ساحر العيون)والتي تغنى بها الفنان العاقب محمد الحسن (صدقت العيون) والتي تغنى بها صلاح مصطفى. وجاءت التسمية (شاعر العيون) من الشارع العام، ووصلت الاذاعة والتلفزيون والصحف والمجلات، وانتشرت داخليا وخارجيا، واحب النجيب اللقب، وبسببه نال العضوية الفخرية لاختصاصيي طب العيون.